# Amor de Abril
Amor de Abril es una telenovela venezolana de 1988 desarrollada por Edgar Mejías por Venevisión. La telenovela fue distribuida internacionalmente por Venevisión Internacional, protagonizada por Aixa Moreno y Eduardo Serrano como los principales protagonistas.

## Sinopsis
La telenovela narra la historia de Abril Santaella que enfrenta a su pasado después de reunirse con Gilberto Russian, el reencuentro con su familia, su poderoso padre Nicolás Santaella y la cosa se había rendido en: amor. 
La historia transcurre en el ambiente del periodismo, mundo financiero mientras que involucra a tres familias: los Santaellas, Anduezas y Duartes. Leonardo Duarte es responsable de una tragedia en la que participa Abril. Pero la pregunta es ¿cuál es la conexión de Leonardo con la familia Santaella antes de que conoció a Abril? ¿Cuál es su propósito? ¿Y Abril será capaz de renunciar al amor de su vida porque odia a su familia? ¿Quién ganará cuando se trata de amor y odio.

## Elenco
- Aixa Moreno es Abril Santaella.
- Eduardo Serrano es Leonardo Duarte.
- Rafael Briceño es Nicolás Santaella.
- Eva Moreno es Fernanda
- Liliana Durán
- María Cristina Lozada
- Mirtha Borges es Celsa de Duarte
- Agustina Martin es Irene de Santaella
- Sandra Bruzon es Margarita
- Manuel Escolano
- Rodolfo Drago es Gilberto Russian
- Mirella Larotonda
- Patricia Noguera
- Luis Gerardo Núñez
- Vicente Tepedino
- Luis Gerónimo Abreu
- Maria Elena Coello es Maoli Santaella
- Martha Pabón es Soledad
- Alejo Felipe  es José Leodoro Duarte
- Lucila Herrera es Benita
- Ninon Racca es Mireya
- Laura Zerra es Hortensia
- Héctor Monteverde
- Mayra Chardiet es Bartolina
- Carlos Subero es Isidoro